# Yelena Bónner
Yelena Georgievna Bónner (en ruso: Елена Георгиевна Боннэр) (Merv, Turkmenistán, Unión Soviética, 15 de febrero de 1923–Boston, Massachusetts, Estados Unidos, 18 de junio de 2011) fue una activista por los derechos humanos en la Unión Soviética y Rusia, esposa en segundas nupcias del también activista y físico Andréi Sájarov.

## Biografía
El régimen soviético hizo fusilar a su padre en 1937 y obligó a su madre a pasar 17 años haciendo trabajos forzados; ella misma fue gravemente herida durante la Segunda Guerra Mundial, en el frente de Leningrado. Tras la guerra estudió medicina y empezó a trabajar en medios de comunicación.
Desde los años 1970 colaboró en el movimiento Samizdat que apoyaba a intelectuales perseguidos, y participó en la fundación del Grupo Moscú Helsinki, que vigilaba la situación de los derechos humanos en la Unión Soviética. En 1984, fue detenida, acusada de agitación antisoviética, y desterrada a Gorki (hoy Nizhni Nóvgorod), pero al año siguiente se le permitió salir del país hacia Estados Unidos.
Tras morir su marido, y después del cambio de régimen, Yelena pasó más tiempo con sus familiares en Boston, pero siguió exigiendo la devolución de las riquezas del Partido Comunista de la Unión Soviética, y denunciando cuestiones como el conflicto de Chechenia y el poder que acumulaba Vladímir Putin.
Murió después de una larga enfermedad en su domicilio de Boston, a los 88 años.